# Institut de la Llengua Estoniana
L'Institut de la Llengua Estoniana [Eesti Keele Instituut, EKI] és una institució nacional de recerca situada a Tallinn, dedicada principalment a l'estudi de la llengua estoniana, i es va fundar el 1993, amb la reorganització del Keele ja Kirjanduse Instituudi  [Institut de Llengua i Literatura, KKI].
L'EKI és una institució nacional d'investigació i desenvolupament que estudia l'estonià modern i antic, els dialectes estonians i les llengües relacionades amb el finès ugric. L'objectiu general de l'institut és contribuir a la supervivència de la llengua estoniana a través de les seves activitats. La tasca de l'Institut és garantir l'estàndard de la llengua escrita i també ha estat designat com a institució onomàstica de referència.
Les tres àrees principals d'activitat de l'Institut de la Llengua Estoniana són l'organització lingüística, els diccionaris i la tecnologia lingüística.
Els directors de l'Institut de la Llengua Estoniana han estat Asta Õim (1993–2000); Urmas Sutrop (2000–2015) i Tõnu Tender (2015–2020). Arvi Tavast n'és el director des de setembre de 2020.

## Història

### L'establiment i els primers anys del KKI

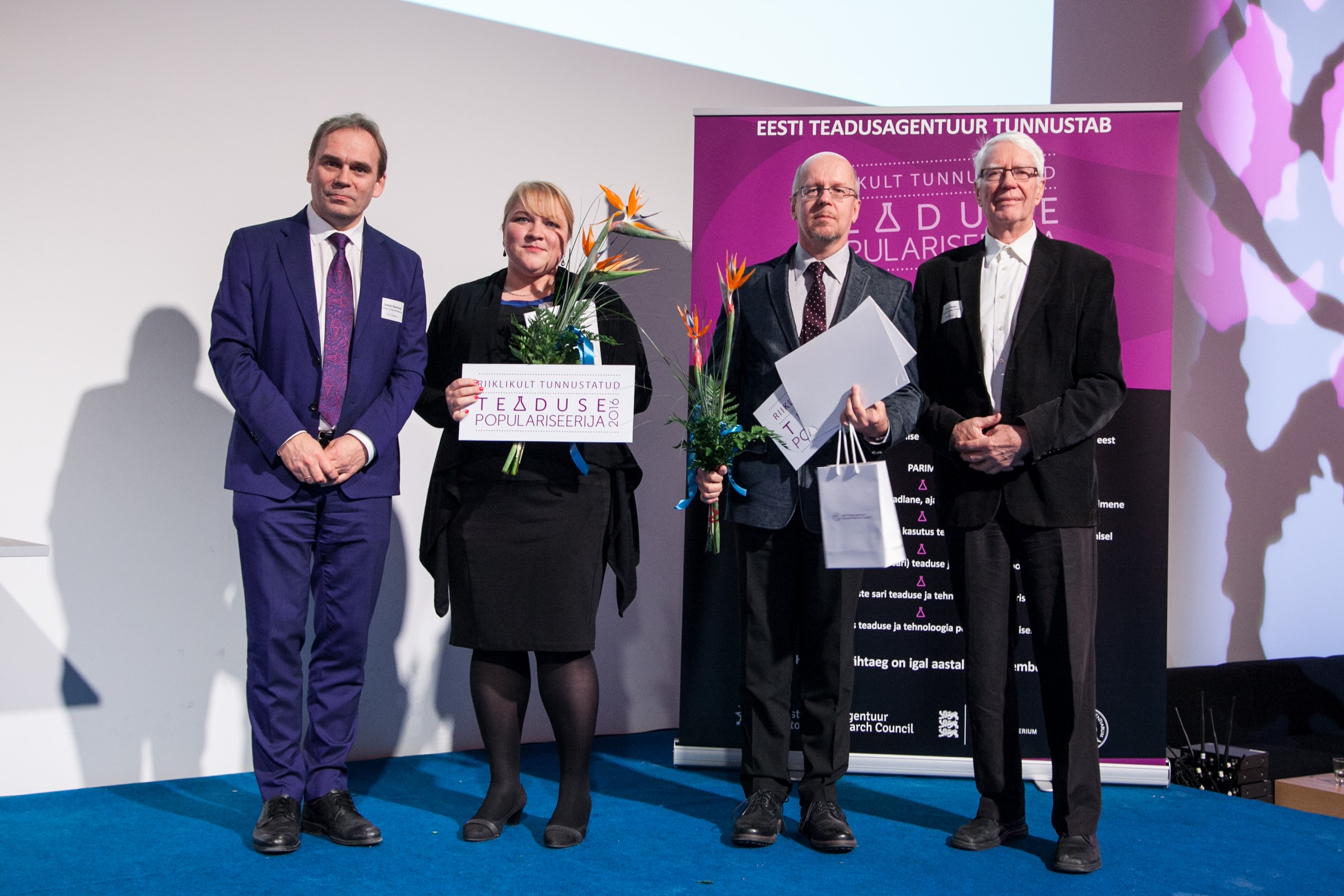
Tiina Laansalu (segona des de l'esquerra) i Tõnu Tender (segon des de la dreta) el 2016 acceptant el Premi de divulgació científica a la Conferència de Comunicació Científica de 2018

El 5 d'abril de 1946 el Consell de Ministres de la RSS d'Estònia va aprovar els estatuts, l'estructura i el personal de la nova Acadèmia de Ciències de la RSS d'Estònia. Entre els instituts de l'Acadèmia hi havia l'Institut de Llengua i Literatura, el KKI. Aquesta data va ser considerada durant molt de temps el dia de fundació de l'institut, fins que el 9 de desembre de 1981, el Departament de Ciències Socials de l'Acadèmia va opinar que com a data de creació d'un institut s'havia de considerar el moment de l'aprovació de les seves llistes, fixació de les estructures i composició. L'estructura del KKI, inclosos els càrrecs, es va aprovar en la reunió del Presidium de l'Acadèmia de Ciències el 29 de gener de 1947. L'equip directiu estava format per una direcció, una subdirecció d'afers científics i el secretariat científic del sector de la recerca lingüística. Es preveia que les tasques de l'Institut de Llengua i Literatura incloguessin la compilació de diccionaris acadèmics i monografies científiques, és a dir, treballs tan intensius, exigents i laboriosos que els professors universitaris no tenien ni l'espai ni el temps  necessaris per aprofundir-hi fora de les seves classes.
La institució de recerca, que va començar a Tartu amb una dotzena d'empleats, es va traslladar, juntament amb diverses altres institucions, a l'antic (i actual) edifici de la Lliga de Defensa, al turó de Riia (llavors Riia, 60; ara Riia, 12). L'erudit literari Daniel Palgi esdevingué el director de l'Institut. Els primers empleats del KKI van ser Aili Univere, Mari Must, Helmi Viires i Salme Tanning en el Departament de la recerca lingüística i Ernst Nurm, Erich Raiet i Kaarel Hermlin en el Departament del diccionari.
Com era costum a l'URSS en aquella època, moltes direccions filològiques estudiaven juntes en una institució de recerca. A més de les llengües, el KKI també es va centrar en l'estudi de la   literatura i el folklore.

### Anys 1950-1960
El 1952 es van formar tres regions a Estònia: les regions de Tallinn, Tartu i Pärnu. L'edifici de Riia Mägi s'havia de convertir en el centre regional de Tartu, i el personal del KKI i els recursos lingüístics que havia aplegat (incloent 1,6 milions de fitxes de vocabulari i 100.000 pàgines de manuscrits) es van traslladar a Tallinn.
Durant els anys 1950–1960, es va recollir amb diligència material lingüístic i es van crear fitxes alfabètiques, que es van convertir en els materials per a importants publicacions posteriors. L'any 1955, el Departament del diccionari (encapçalat per Ernst Nurm) va començar a crear un arxiu de la llengua literària estoniana necessari per a la compilació d'un diccionari explicatiu de la llengua literària, que  es va publicar l'any 1960.
El 1956 es va iniciar l'enregistrament sistemàtic d'àudio dels dialectes estonians durant les expedicions lingüístiques i el treball de camp del Departament de recerca lingüística. El 1965 Georg Liiv va establir un laboratori de fonètica experimental en el departament.
L'any 1957, per iniciativa de Paul Ariste, es va establir el Departament de Llengües ugrofineses -o finoúgriques-, la tasca principal del qual era elaborar un diccionari de la llengua vòtica, i més tard també estudiar les llengües ugrofineses. Els primers empleats del Departament de les llengües ugrofineses van ser Elna Adler, Karl Kont i Valmen Hallap.
L'any 1958 es va començar a publicar la revista mensual Keel ja Kirjandus [Llengua i Literatura], que no és una publicació del KKI, sinó a la qual es van fent aportacions. Al 1960 es va publicar un diccionari de gramàtica estoniana. Al 1963 s'havia creat un índex general del dialecte i es va començar a treballar en la compilació d'un manuscrit per a un diccionari dialectal. El diccionari dialectal amb articles de mostra es va completar el 1968 com a treball conjunt dels autors Mari Must, Mart Mäger i Valdek Pall.
Els contactes estrangers van començar al 1960, amb connexions especialment importants amb col·legues finlandesos, i especialment amb el Centre de Recerca de la Llengua Finlandesa a Hèlsinki. Per exemple, a la dècada de 1960 es van filmar materials dialectals per facilitar l'ús mutu dels materials lingüístics. Una de les tasques més importants dels anys seixanta va ser la publicació d'una sèrie acadèmica de textos dialectals anomenada «Dialectes d'Estònia». Al 1969 es va publicar un fullet de mostra.

### Des dels anys 70 fins a la creació de l'EKI
L'any 1973, l'institut va patir una reorganització. El Departament de recerca lingüística es va convertir en el Departament dialectal. El Departament del diccionari es va dividir en sengles Departaments de lexicologia, gramàtica i contacte lingüístic. Entre 1988 i 1989, els empleats del Departament de contactes lingüístics van ser responsables d'explicar als col·lectius russos la necessitat de protegir la llengua estoniana i les disposicions de la Llei lingüística.
L'any 1976 es va publicar l'esperat Diccionari ortogràfic. L'obra va resultar ser un èxit i va ser reimpresa tres vegades (1979, 1980, 1984) amb una tirada total de 100.000 exemplars.

L'any 1977 es va fundar el Departament de Lingüística Computacional. A la dècada de 1980, els ordinadors i la informàtica s'havien convertit en una eina fonamental per als lingüistes, i es va publicar el primer diccionari digital,Väike durdesössästik. En el sector dialectal, paral·lelament al treball del diccionari, va continuar la recerca lingüística, basada principalment en el material recollit durant els treballs de camp.

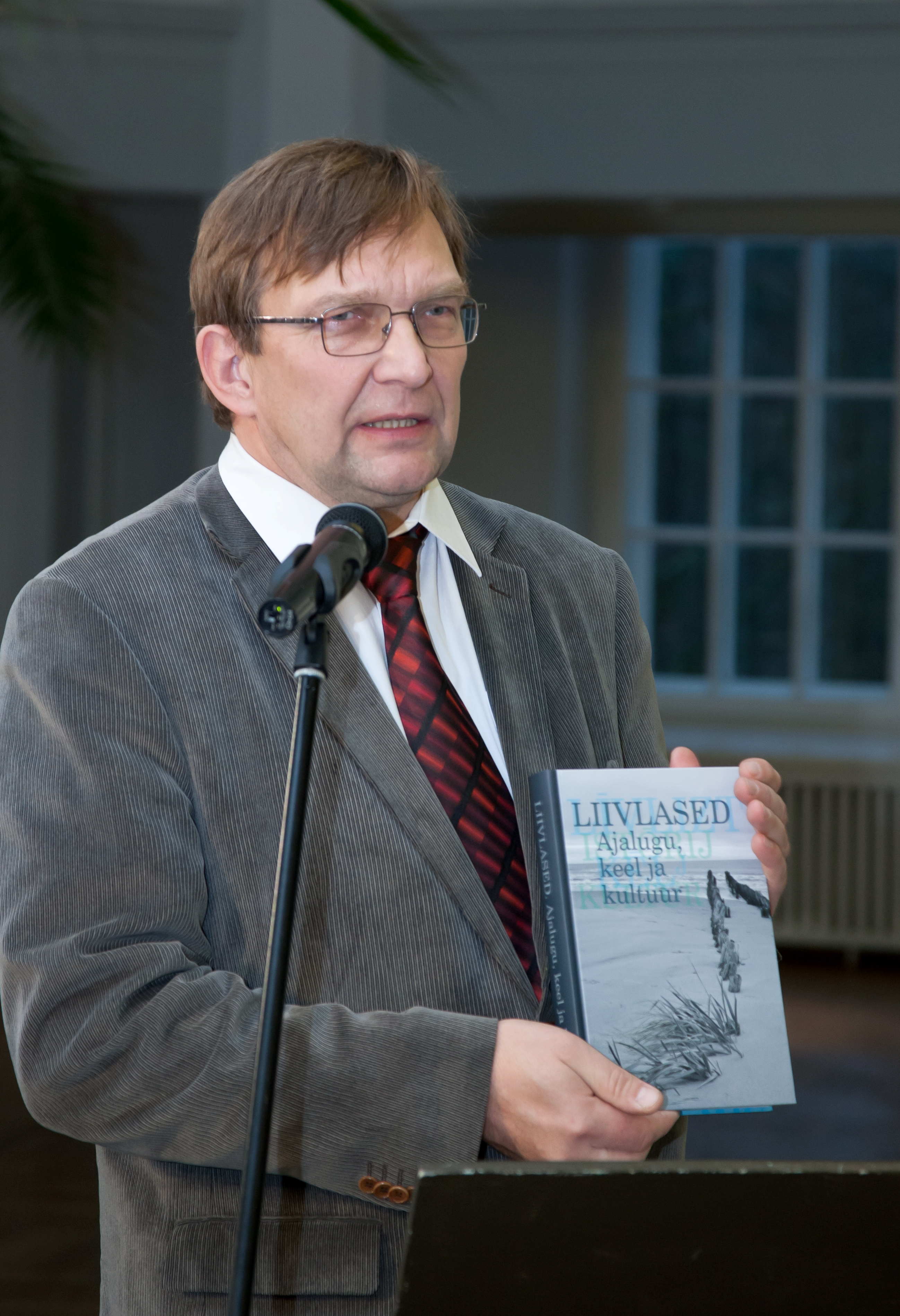
Urmas Sutrop, segon director d'EKI

De 1968 a 1988, el director de l'institut va ser el veterà de guerra Endel Sõgel. L'any 1988, un nou director va ser escollit al KKI, cosa que mai abans havia passat a l'aleshores URSSː va ser escollit  per al càrrec Tõnu Seilenthal.
Entre 1988 i 2007 es van publicar llibrets del Diccionari explicatiu de la llengua estoniana (fins a un total de 26 llibrets).
L'any 1993 l'Institut de Llengua i Literatura (KKI) es va reorganitzar i es va establir l'Institut de la Llengua Estoniana, que se centraria a configurar la política lingüística i l'organització lingüística del país.

## Departaments
L'EKI té quatre departaments i dos centres:

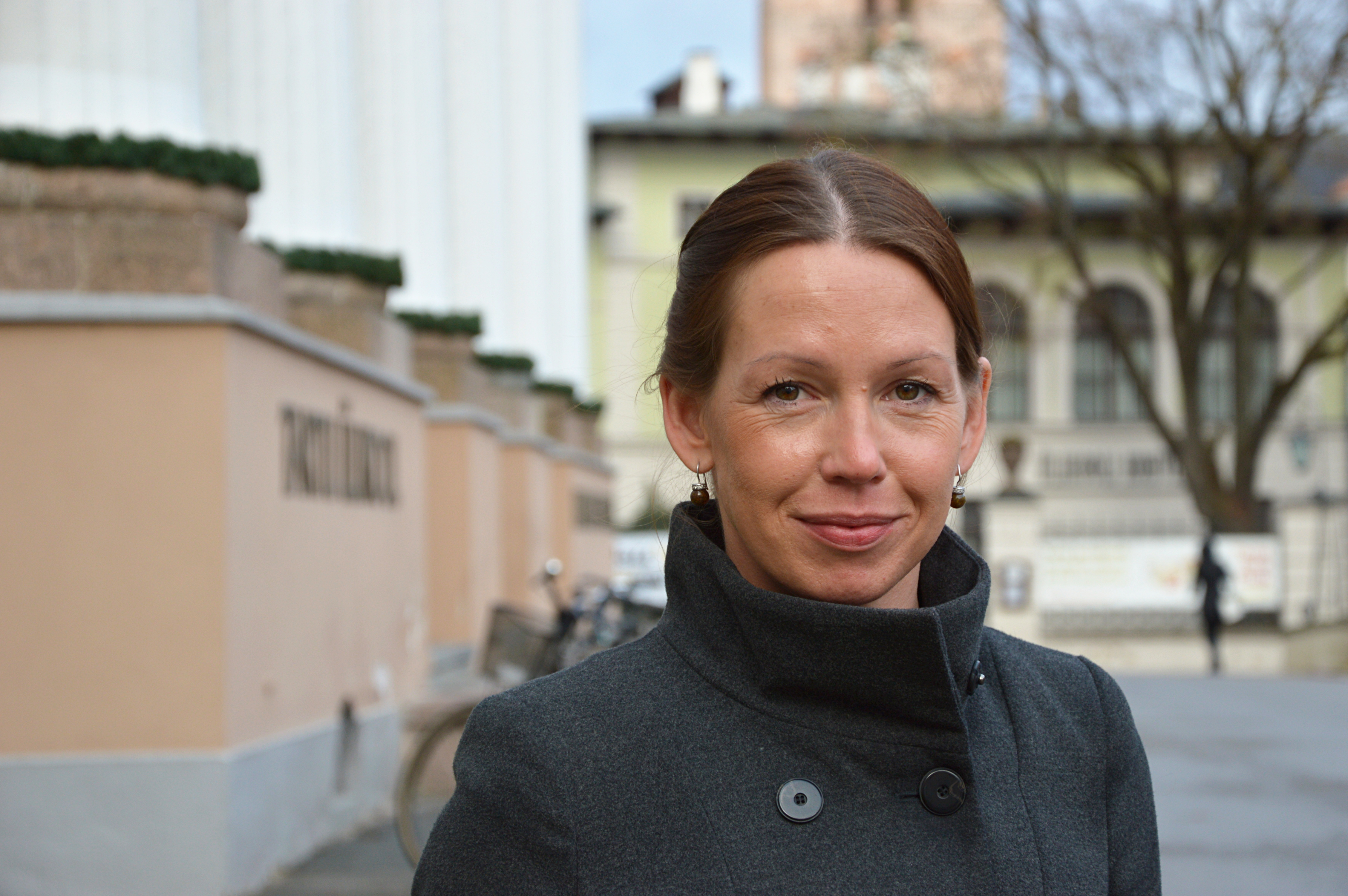
Sirli Zupping, directora del Departament d'estonià modern

1. Sirli Zupping, directora del Departament d'estonià modernDepartament d'Estonià Modern (directoraː Sirli Zupping);
2. Departament d'Història de la Lingüística, Dialectes i Llengües Finoúgriques (directora: Tiina Laansalu;
3. Departament de Llenguatge i Tecnologia de la Parla (directora: Kadri Vare);
4. Departament de Desenvolupament de l'Aprenentatge d'Idiomes (directora: Keiu Tamm);
5. Activitats de suport (departament general, departament informàtic, departament financer, departament d'organització de recerca i desenvolupament).[7]

A principis de 2018, l'EKI donava feina a 67 persones. El focus central de treball és la compilació de diccionaris, i el treball de recerca també s'inclou en el pla d'activitats.

## Activitat actual
L'Institut de la Llengua Estoniana és el principal centre per al desenvolupament de l'estonià i un dels tres centres d'Estònia i d'arreu del món on s'estudia sistemàticament la llengua estoniana. Tot i que el treball del diccionari està a l'avantguarda a l'EKI, els projectes de recerca també encaixen a l'agenda. Per exemple, al 2022, han dirigit projectes de recerca Kristiina Ross, Geda Paulsen, Meelis Mihkla i Margit Langemets.
EKI ofereix diversos serveis públics gratuïts: assessorament lingüístic per telèfon i correu electrònic, versions en línia de diccionaris, aplicacions de tecnologia lingüística i de la parla, fins i tot per a persones amb necessitats especials, com ara tecnologia de la parla per a persones amb discapacitat visual i diccionaris de llengua de signes estoniana per a persones amb discapacitat auditiva.
Els graduats de l'institut reben formació a l'Escola de Doctorat de Lingüística, Filosofia i Semiòtica, establerta en cooperació amb les Universitats de Tartu i Tallinn. Nou estudiants de doctorat de l'EKI han finalitzat els estudis de doctorat entre 2008 i 2015. Al 2017 es van doctorar Sven-Erik Soosaar i Kairi Tamuri. Al 2020 Tiina Laansalu i Kristina Koppel, i al 2022 Maria Tuulik.
L'institut també organitza el programa de pobles tribals, el treball terminològic a nivell nacional i el programa de llibres de text universitaris en llengua estoniana.

## Normes i diccionaris de la llengua literària
Una de les tasques de l'Institut estonià és garantir l'estàndard de la llengua escrita estoniana, que es basa en el darrer diccionari ortogràfic de l'institut (l'últim es va publicar el 2018). La tradició, que va començar l'any 1918 i que es manté a l'institut des de 1948, continua durant el segle XXI, perquè, juntament amb el centenari de l'estat estonià, el 2018 també va ser el centenari de l'Acadèmia de Ciències d'Estònia. Aquest any també se celebrava el centenari de l'Òpera Nacional d'Estònia. També es va preparar un manual de llengua ortodoxa per a una digna celebració de l'aniversari.

### Món Web
El febrer de 2019 es va llançar el portal de diccionaris Sõnaveeb [Món web], que reuneix informació lingüística de molts reculls lèxics i bases de dades.

### Diccionaris en línia
A més dels diccionaris en paper, l'EKI també ha desenvolupat diccionaris en línia, que estan disponibles gratuïtament al portal web d'EKI.
- Diccionari ortogràfic estonià ÕS 2018
- Diccionari explicatiu de la llengua estoniana (2009)
- Lexic de paraules estrangeres (2012, en línia 2015)
- Diccionari Etimològic Estonià (2012)
- Diccionari de recomanacions oficials (2013)
- Famílies de paraules de la llengua estoniana (2012)"
- Diccionari fraseològic (2000)
- Thesaurus (1991)
- Diccionari d'antònims (1995)
- Diccionari d'estudi A2/B1: vocabulari bàsic estonià (2014)
- Diccionari d'argot (1990)
- Préstecs del baix alemany en estonià (2016)
- Llibre de topònims de l'estonià (2018)

A més, hi ha diccionaris bilingües disponibles: gran  diccionari finès-estonià, diccionari estonià-anglès, diccionari estonià-rus, diccionari estonià-estonià, diccionari estonià-letó, diccionari letó-estonià, diccionari hongarès-estonià, diccionari de signes estonià-noruec, diccionari en línia estonià-noruec, diccionari livonià-alemany i diccionari de llengua vòtica.
La sèrie de diccionaris en línia per a idiomes relacionats inclou Diccionari Estonià-Udmurt (2015), Diccionari Estonià-Mari (2017), Diccionari Estonià-Ersan (2019) i Diccionari Estonià-Komi (2021).
Des del 1994, el Diccionari de dialectes d'Estònia es publica en forma de llibret. El 2022 es va publicar el seu 34è llibret. A més del Diccionari dialectal estonià, també hi ha versions en línia de diccionaris dialectals al Diccionari dialectal petit, el Diccionari Seto, el Diccionari Kihnu, el Diccionari de dialectes orientals, el Diccionari Hiiu, el Diccionari Mulgi i el Diccionari dialectal Võru Antic. L'abril de 2022 es va publicar un diccionari estonià-ucraïnès.

## Assessorament lingüístic
Els assessors lingüístics ofereixen suport tant per escrit com oralment i han publicat recomanacions lingüístiques al portal web de l'EKI i a les col·leccions. L'any 2015 es va publicar la cinquena col·lecció "Assessorament lingüístic recomanat" (les anteriors eren dels anys 1996, 2000, 2004, 2008), que també es poden llegir en línia. A més del sistema d'assessorament, s'ha desenvolupat un entorn en línia d'assessorament lingüístic, on les persones interessades poden buscar elles mateixes les recomanacions i els consells necessaris (http://keeleabi.eki.ee). A principis de maig de 2022, el Centre d'Assessorament Lingüístic, amb centenars de consells lingüístics recollits al llarg dels anys, va ser tancat inesperadament, ja que s'al·legava que bona part dels consells que hi havia allà s'havien convertit sobtadament en inadequats. El Nou Consell de la Llengua [Keelenenõuvakk] , que es constituí al maig de 2019 només contenia unes quantes desenes de consells.
Anteriorment, tothom que ho volgués podia demanar assessorament lingüístic gratuït per telèfon de dilluns a divendres durant tota la jornada laboral, però des del 2022, les consultes s'han de fer mitjançant un formulari web o per correu electrònic.